# ابرو عمر
ابرو عمر (هلندی: Ebru Umar؛ زاده ۲۰ مهٔ ۱۹۷۰) یک روزنامه‌نگار، و ستون‌نویس اهل هلند است. وی به خاطر همکاری با تئودور ون گوگ کارگردان به قتل رسیده هلندی و هم‌چنین مواضع انتقادیش نسبت به اسلام شهرت دارد.

## زندگی و حرفه
وی در سال ۱۹۷۰ در شهر لاهه هلند، از پدر و مادری ترکیه‌ای‌تبار متولد شد. پس از فارغ‌التحصیلی و مدتی فعالیت در زمینه مدیریت به همکاری با تئودور ون گوگ کارگردان هلندی پرداخت و در وبگاه او نوشته‌هایی را منتشر کرد. به زودی مقالات و نوشته‌هایش در روزنامه‌های هلند منتشر شد و پس از ترور ون گوگ، مسئولیت ستون وی در روزنامه مترو را به عهده گرفت.

در ۲۳ آوریل ۲۰۱۶، ابرو عمر در خانه خود واقع در شهر کوش‌آداسی ترکیه بازداشت شد. دلیل بازداشت وی انتقاد از رجب طیب اردوغان، رئیس‌جمهور ترکیه عنوان شده‌است.